# 花咲だより
『花咲だより』（はなさきだより）は、高原けんじによる日本の4コマ漫画作品。『まんがタイムオリジナル』（芳文社）にて2007年7月号より2011年7月号まで連載。

## あらすじ
故郷を離れて一人暮らしをしている大学生・春野 咲太の下に、姉の春野 花が家出して転がり込んできた。豪快で自己中心的な姉に振り回される弟とその周囲の面々による日常が描かれる。

## 登場人物
春野 咲太（はるの さきた）
主人公。大学生。常識人でやや気弱。姉に振り回されているところがあるものの、基本的に仲は良い。
心優しく、周囲との関係は良好。家庭教師のアルバイトをしている。
実家は温泉旅館。
春野 花（はるの はな）
咲太の姉。豪快で自己中心的なところがあるが、行動力高く優しく面倒見がいい一面もある。
普段はレストランでアルバイトをしている。自動車免許を所有している。
実は家の跡取り。
龍平
咲太の大学の同級生。
超ど級の貧乏バカ。日々多様なバイトに勤しむ。
秋山さん
咲太の大学の同級生。
かなりのお嬢様でお淑やかな感じだが、意外と毒舌。
梅沢さん
咲太の大学の後輩。おかっぱで眼鏡をかけている（眼鏡を取ると3の形になる）。
しっかりしているように見える外見だが重度の天然ボケ。不器用で不幸体質、おまけに音痴。花と同じレストランでバイトしている。
桃山教授
咲太の大学の教授。
世界レベルの天才科学者だが、かなりの変人。
雨宮先生
咲太の大学の先生。かなりスレンダーな脅威的な雨女。専攻は自然科学。
生活費の殆どを恋人（ホスト？）に貢いでいるためにいつもお腹を空かしている。